# Roville-aux-Chênes
Roville-aux-Chênes és un municipi francès, situat al departament dels Vosges i a la regió del Gran Est. L'any 2007 tenia 368 habitants.

## Demografia

### Població
El 2007 la població de fet de Roville-aux-Chênes era de 368 persones. Hi havia 86 famílies, de les quals 27 eren unipersonals (17 homes vivint sols i 10 dones vivint soles), 21 parelles sense fills, 35 parelles amb fills i 3 famílies monoparentals amb fills.
La població ha evolucionat segons el següent gràfic:
Habitants censats

### Habitatges
El 2007 hi havia 109 habitatges, 98 eren l'habitatge principal de la família, 3 eren segones residències i 8 estaven desocupats. 94 eren cases i 15 eren apartaments. Dels 98 habitatges principals, 71 estaven ocupats pels seus propietaris, 26 estaven llogats i ocupats pels llogaters i 1 estava cedit a títol gratuït; 6 tenien una cambra, 2 en tenien dues, 6 en tenien tres, 12 en tenien quatre i 72 en tenien cinc o més. 69 habitatges disposaven pel capbaix d'una plaça de pàrquing. A 41 habitatges hi havia un automòbil i a 47 n'hi havia dos o més.

### Piràmide de població
La piràmide de població per edats i sexe el 2009 era:
| Homes | Edats   | Dones |
| ----- | ------- | ----- |
| 0     | 95 o +  | 0     |
| 0     | 90 a 94 | 0     |
| 4     | 85 a 89 | 4     |
| 4     | 80 a 84 | 0     |
| 0     | 75 a 79 | 4     |
| 4     | 70 a 74 | 8     |
| 8     | 65 a 69 | 0     |
| 4     | 60 a 64 | 8     |
| 4     | 55 a 59 | 4     |
| 16    | 50 a 54 | 4     |
| 4     | 45 a 49 | 12    |
| 20    | 40 a 44 | 12    |
| 12    | 35 a 39 | 8     |
| 4     | 30 a 34 | 12    |
| 12    | 25 a 29 | 0     |
| 28    | 20 a 24 | 12    |
| 40    | 15 a 19 | 20    |
| 20    | 10 a 14 | 16    |
| 16    | 5 a 9   | 8     |
| 12    | 0 a 4   | 0     |

## Economia
El 2007 la població en edat de treballar era de 271 persones, 180 eren actives i 91 eren inactives. De les 180 persones actives 166 estaven ocupades (113 homes i 53 dones) i 14 estaven aturades (11 homes i 3 dones). De les 91 persones inactives 13 estaven jubilades, 55 estaven estudiant i 23 estaven classificades com a «altres inactius».

### Ingressos
El 2009 a Roville-aux-Chênes hi havia 97 unitats fiscals que integraven 262 persones, la mediana anual d'ingressos fiscals per persona era de 15.045 €.

### Activitats econòmiques
Dels 7 establiments que hi havia el 2007, 1 era d'una empresa alimentària, 3 d'empreses de fabricació d'altres productes industrials, 1 d'una empresa de construcció, 1 d'una empresa de comerç i reparació d'automòbils i 1 d'una empresa d'hostatgeria i restauració.
Dels 3 establiments de servei als particulars que hi havia el 2009, 1 era un taller de reparació d'automòbils i de material agrícola, 1 paleta i 1 restaurant.
L'únic establiment comercial que hi havia el 2009 era una fleca.
L'any 2000 a Roville-aux-Chênes hi havia 14 explotacions agrícoles que ocupaven un total de 612 hectàrees.

## Equipaments sanitaris i escolars
El 2009 hi havia una escola elemental integrada dins d'un grup escolar amb les comunes properes formant una escola dispersa. Roville-aux-Chênes disposava d'un liceu tecnològic amb 42 alumnes.

## Poblacions més properes
El següent diagrama mostra les poblacions més properes.